# آن پاکر
آن پاکر (انگلیسی: Ann Packer؛ زادهٔ ۸ مارس ۱۹۴۲) دونده سابق اهل بریتانیا است.
وی در مسابقات کشوری و بین‌المللی در مجموع برندهٔ ۱ مدال طلا، ۲ مدال نقره، ۱ مدال برنز شده‌است.